# Skrzypce pioniera
Skrzypce pioniera (ros. Скрипка пионера, Skripka pioniera) – radziecki propagandowy film animowany z 1971 roku w reżyserii Borisa Stiepancewa. 
Film wchodzi w skład serii płyt DVD Animowana propaganda radziecka (cz. 2: Faszystowscy barbarzyńcy).

## Fabuła
Opowieść o bohaterstwie młodego chłopca, który jak prawdziwy patriota oddaje swoje życie dla ojczyzny.
Po II wojnie światowej w ZSRR powróciło poczucie zagrożenia ze strony Niemiec, dlatego też film miał przywoływać czasy wojny z faszystami. Chłopiec jest pokazany jako obrońca narodu zaangażowany w wielką wojnę ojczyźnianą.
Inwazji niemieckich najeźdźców towarzyszy motyw przewodni popularnej niemieckiej piosenki "O du lieber Augustin", którą gra na harmonijce ustnej jeden z nich. Faszysta stara się dostać młodego patriotę i każe mu zagrać na skrzypcach ową niemiecką piosenkę. W odpowiedzi, pionier zaczyna grać "Międzynarodówkę", dlatego też umiera.
Film odwołuje się do postaci jedenastoletniego pioniera Abrama Pinkienzona – skrzypka, który w 1942 roku przed rozstrzelaniem zagrał "Międzynarodówkę".